# اسکات مک‌فی
اسکات مک‌فی (انگلیسی: Scott McPhee؛ زادهٔ ۲ ژانویهٔ ۱۹۹۲) دوچرخه‌سوار اهل استرالیا است.
وی در مسابقات کشوری و بین‌المللی در مجموع برندهٔ ۱ مدال طلا شده‌است.